# Fenster zum Sonntag

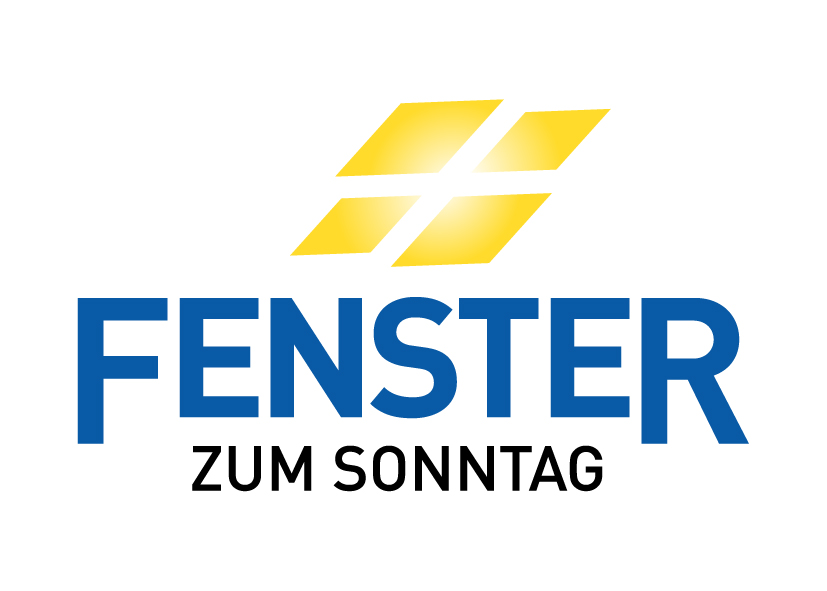
Logotype FENSTER ZUM SONNTAG

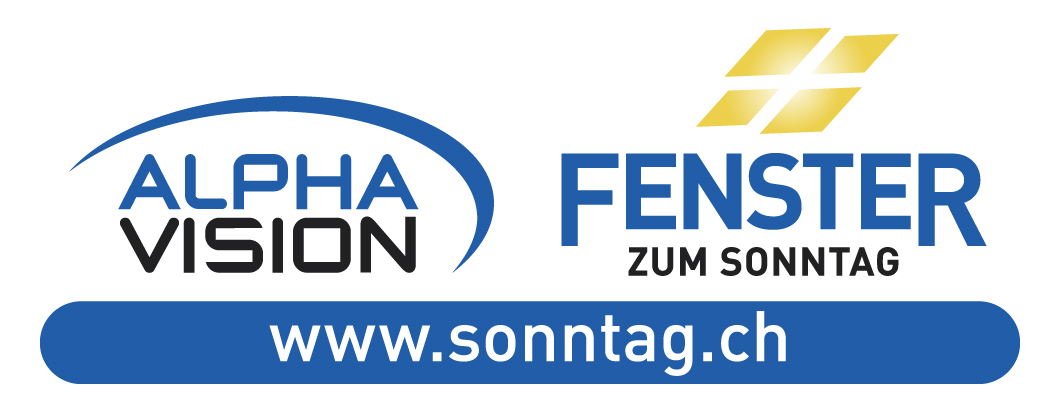
Logotype ALPHAVISION-FENSTER ZUM SONNTAG

Fenster zum Sonntag ist eine wöchentliche, halbstündige, christliche Fernsehsendung im Schweizer Fernsehen auf SRF 1,  SRF zwei und SRF info. Sie wird gemeinsam von der Alphavision und ERF Medien produziert. Seit 2003 wird die Sendung in neuer Zusammenstellung vom deutschen Medienwerk Media Vision auch für Bibel TV produziert.
14-täglich wird von der Alphavision ein Magazin mit wechselnden Themen produziert. In der jeweils anderen Woche wird ein Interview und Porträt eines Studiogastes gesendet, dieser Talk wird von ERF Medien verantwortet und erreichte 2020 einen Marktanteil von 7,6 Prozent. Ideelle Trägerin des Projektes ist die, 1992 gegründete, Stiftung christliches Fernsehen. Im Stiftungsrat vertreten sind die Leiterkonferenz der evangelischen Freikirchen der Schweiz, die Schweizerische Evangelische Allianz sowie leitende Persönlichkeiten aus interkirchlichen Institutionen. Moderatorin des Magazins ist Jeanette Macchi. Der Talk wird seit Oktober 2024 von Martin Diener moderiert.
Zielpublikum der Sendung sind Personen im Alter von 25 bis 49 Jahren, welche sich für aktuelle, gesellschaftliche und soziale Themen interessieren und diese gerne aus einer christlich-ethischen Perspektive beleuchtet haben möchten.

## Geschichte
1990 entstanden in einer alten Schreinerei in Wangen bei Olten erste Studios der Alphavision AG. Erste Sendungen wurden 1991 während des Regionalfernsehversuch in der Region Olten Antenne aktuell ausgestrahlt. Die Sendetermine waren 10., 17., 24. Juni und 1. Juli, jeweils ab 18:30 Uhr.
Regelmässig ausgestrahlt wurde die Sendung ab Februar 1992 am Sonntag im Regionalnetz Zürich („Teleziitig-Kanal“ / „Forum Züri“). Im gleichen Jahr wurde die Stiftung Christliches Fernsehen gegründet, zu der die Schweizerische Evangelische Allianz, der Freikirchenverband VFG und Einzelpersonen gehörten.
Zwar versuchte das Trägerkomitee schon 1993 eine nationale Sendelizenz zu bekommen, die Erteilung verzögerte sich aber aus verschiedenen Gründen immer wieder. Am 10. Mai 1995 erteilte der Bundesrat der Alphavision eine auf zwei Jahre begrenzte Konzession und setzte eine zehnköpfige Expertenkommission ein, die den Sendungsinhalt kontrollieren sollte. Der Bundesrat befürchtete, dass die Sendung mit der Religionsfreiheit in Konflikt geraten könnte.
Die erste nationale Ausstrahlung erfolgte am Sonntag, den 17. September 1995 auf Schweiz 4.
Am 12. Mai 1997 unterzeichnete man den Zusammenarbeitsvertrag mit der SRG, welche eine Zusicherung für 2 Ausstrahlungen pro Wochenende (Samstag und Sonntag) enthielt. Am 15. Mai erfolgte ein neues Konzessionsgesuch an den Bundesrat.
Am 6./7. September 1997 erfolgte der Sendestart auf SF 2. Zwar noch unter der alten Konzession aber mit neuen Bedingungen. Am 5. November 1997 erteilt der Bundesrat eine definitiven Konzession mit einer Laufzeit von 5 Jahren (vom 1. Januar 1998 bis 31. Dezember 2002). Am 30. Oktober 2002 wurde die bestehende definitive Konzession vom Bundesrat bis 31. Dezember 2008 verlängert. Ein Jahr darauf begann Media Vision, die Beiträge in hochdeutscher Sprache für die Ausstrahlung auf Bibel TV mit eigener Moderation neu zusammenzustellen.
Im Oktober 2008 verlängern die SRG und die Alphavision AG ihren Vertrag um weitere fünf Jahre. Der Vertrag tritt am 1. Januar 2009 in Kraft. Eine Konzession ist nach dem neuen RTVG nicht mehr nötig. Die Zusammenarbeit mit der SRG wird ab 1. Januar 2014 für weitere 5 Jahre fortgesetzt.
Der Marktanteil von Fenster zum Sonntag erreichte im Jahr 2015 5,5 Prozent, was etwa 70.000 Zuschauern pro Wochenende entspricht. Seit 1995 wurden über 1.000 Sendungen produziert, die etwa 60 Millionen Einschaltungen erreicht haben.